# Ferrières-en-Gâtinais
Ferrières-en-Gâtinais è un comune francese di 3 398 abitanti situato nel dipartimento del Loiret nella regione del Centro-Valle della Loira.
Vi sorge l'abbazia dei Santi Pietro e Paolo, fondata in epoca Carolingia.

## Società

### Evoluzione demografica
Abitanti censiti